# Contradictions Collapse
Contradictions Collapse — дебютний студійний альбом шведського екстремального метал-гурту Meshuggah. Альбом був випущений 1 травня 1991 року лейблом Nuclear Blast. Contradictions Collapse спочатку називався (All This Because of) Greed. Альбом більше схиляється до звучання треш-металу та альтернативного металу, ніж пізніші роботи гурту, в якому присутні важкі рифи та вплив індустріального танцю в барабанах. Він був перевиданий як диджипак із неповною версією другого мініальбому Meshuggah, None, у 1998 році, без приміток або тексту пісень, включених у буклет.

## Відгуки критиків
Критик AllMusic Стів Г'юї написав: «Хоча це не настільки досконало, як їхні пізніші роботи, це, безумовно, варто послухати, особливо для відданих шанувальників».

## Список композицій
| #     | Назва                     | Автор слів         | Автор музики                     | Головні вокалісти | Тривалість |
| ----- | ------------------------- | ------------------ | -------------------------------- | ----------------- | ---------- |
| 1.    | «Paralyzing Ignorance»    | Єнс Кідман         | Кідман, Фредрік Тордендаль       | Кідман            | 4:28       |
| 2.    | «Erroneous Manipulation»  | Кідман, Тордендаль | Кідман, Тордендаль, Йоган Хеґрен | Тордендаль        | 6:21       |
| 3.    | «Abnegating Cecity»       | Томас Гааке        | Кідман, Тордендаль, Гааке        | Тордендаль        | 6:31       |
| 4.    | «Internal Evidence»       | Кідман             |                                  | Кідман            | 7:27       |
| 5.    | «Qualms of Reality»       | Гааке              | Кідман, Тордендаль               | Тордендаль        | 7:07       |
| 6.    | «We'll Never See the Day» | Кідман             | Кідман, Ніклас Лундґрен          | Кідман            | 6:03       |
| 7.    | «Greed»                   | Кідман, Тордендаль | Кідман, Тордендаль               | Тордендаль        | 7:06       |
| 8.    | «Choirs of Devastation»   | Гааке, Тордендаль  | Гааке, Тордендаль                | Гааке             | 4:00       |
| 9.    | «Cadaverous Mastication»  | Кідман, Тордендаль | Кідман, Тордендаль, Лундґрен     | Кідман            | 7:32       |
| 56:35 |                           |                    |                                  |                   |            |

Перші 4 треки з мініальбому None були включені як бонус-треки до перевидання 1998 року.

## Учасники запису

### Meshuggah
- Єнс Кідман — ритм-гітара, додатковий спів, головний спів (треки 1, 4, 6 та 9)
- Фредрік Тордендаль — соло-гітара, додатковий спів, головний спів (треки 2, 3, 5 та 7)
- Пітер Нордін — бас-гітара
- Томас Гааке — барабани, додатковий спів, розмовний спів (трек 8)